# Sten Elfström
Sten Gustav Axelsson Elfström (* 18. August 1942 in Solna; † 20. März 2024 in Stockholm) war ein schwedischer Schauspieler.

## Leben
Sten Elfström wuchs als Sohn von Axel Elfström (1896–1974) und dessen Frau Hedvig Elfström (1904–1992) in der schwedischen Großstadt Solna auf.
Er absolvierte seine professionelle Schauspielausbildung von 1968 bis 1972 an einer Schauspielschule in Göteborg. Als Bühnendarsteller wirkte er an verschiedenen Theaterhäusern in zahlreichen Theaterstücken mit, wie beispielsweise in Mutter Courage und ihre Kinder, Ein Sommernachtstraum, Richard III. oder in Hamlet mit. Als Schauspieler vor der Kamera wirkte er von 1968 bis 2019 in mehr als 60 schwedischen Filmen und in vielen Fernsehserien mit, darunter auch in Kurzfilmen und in einigen Werbespots im schwedischen Fernsehen. Im Jahr 2015 wirkte Elfström in dem Musikvideo des Songs Waiting for Love des Musikers Avicii mit, wo er gemeinsam mit Ingrid Wallin ein älteres Ehepaar darstellte.
Sten Elfström war geschieden und Vater einer Tochter (* 1976). Er lebte viele Jahre im Stockholmer Bezirk Östermalm. Er starb am 20. März 2024 nach längerer Krankheit im Alter von 81 Jahren.

## Deutsche Synchronstimmen
In der deutschen Synchronfassung hatte Sten Elfström keinen Standardsprecher und wurde unter anderem von Joachim Höppner, Frank-Otto Schenk und Achim Schülke gesprochen.

## Filmografie (Auswahl)
- 1968: 1. Mai (Kurzfilm)
- 1977: Hultkläppen
- 1983: Distrikt 5 (Fernsehserie)
- 1988: Masen
- 1990: Ebba und Didrik (Fernsehserie)
- 1997: Das Aquarium (Kurzfilm)
- 1997: Kenny Starfighter
- 2003: Kommissar Beck – Die neuen Fälle (Fernsehserie, 1 Folge)
- 2005: Die Brandmauer
- 2007: Wen man liebt
- 2009: Kenny Begins
- 2009: Verdict Revised – Unschuldig verurteilt (Fernsehserie, 1 Folge)
- 2010: Sound of Noise
- 2012–2014: Real Humans – Echte Menschen (Fernsehserie, 16 Folgen)
- 2013: Mankells Wallander: Der Feind im Schatten (Fernsehserie, 1 Folge)
- 2014: Welcome to Sweden (Fernsehserie, 1 Folge)
- 2015: Avicii – Waiting for Love (Musikvideo)
- 2019: Välkommen till Solstralen